# 大潭新
大潭新，是臺灣屏東縣東港鎮的一個傳統地域名稱，位於該鎮東部。相較於今日行政區，其範圍大致包括大潭里、船頭里東南半部不含大鵬灣沿岸地帶、下廍里西南端。

## 歷史
台灣日治初期，大潭新地區為一街庄，稱為「大潭新庄」，隸屬於港東中里。該庄北與內關帝庄、三西和庄、下廍庄為鄰，東與(石亟)仔口庄為鄰，南邊為田墘厝庄，西南邊為南屏庄，西北邊為新街庄。
1901年（日治明治三十四年）11月，全台設置二十廳，該庄隸屬於阿猴廳（1903年改稱阿緱廳）。1909年（明治四十二年）10月，合併二十廳為十二廳，該庄仍隸屬於阿緱廳。1920年（大正九年），廢十二廳改設五州二廳，該庄改制為「大潭新」大字，隸屬於高雄州東港郡東港街。
戰後東港街改制為東港鎮，隸屬於高雄縣，大字亦改制為里。1950年高、屏分治，東港鎮改隸屬於屏東縣。

## 聚落
本地區發展較早的聚落為大潭新，在日治期初期的官方地圖上已有記載。

## 交通
- 國道3號大鵬灣端（終點）
- 省道台17線
- 縣道187號

## 學校
- 大潭國小
- 以栗國小

## 景點
- 大鵬灣國家風景區
  - 大鵬灣國際賽車場（已停業）

## 廟宇
- 東港靈聖堂